# Historicismo

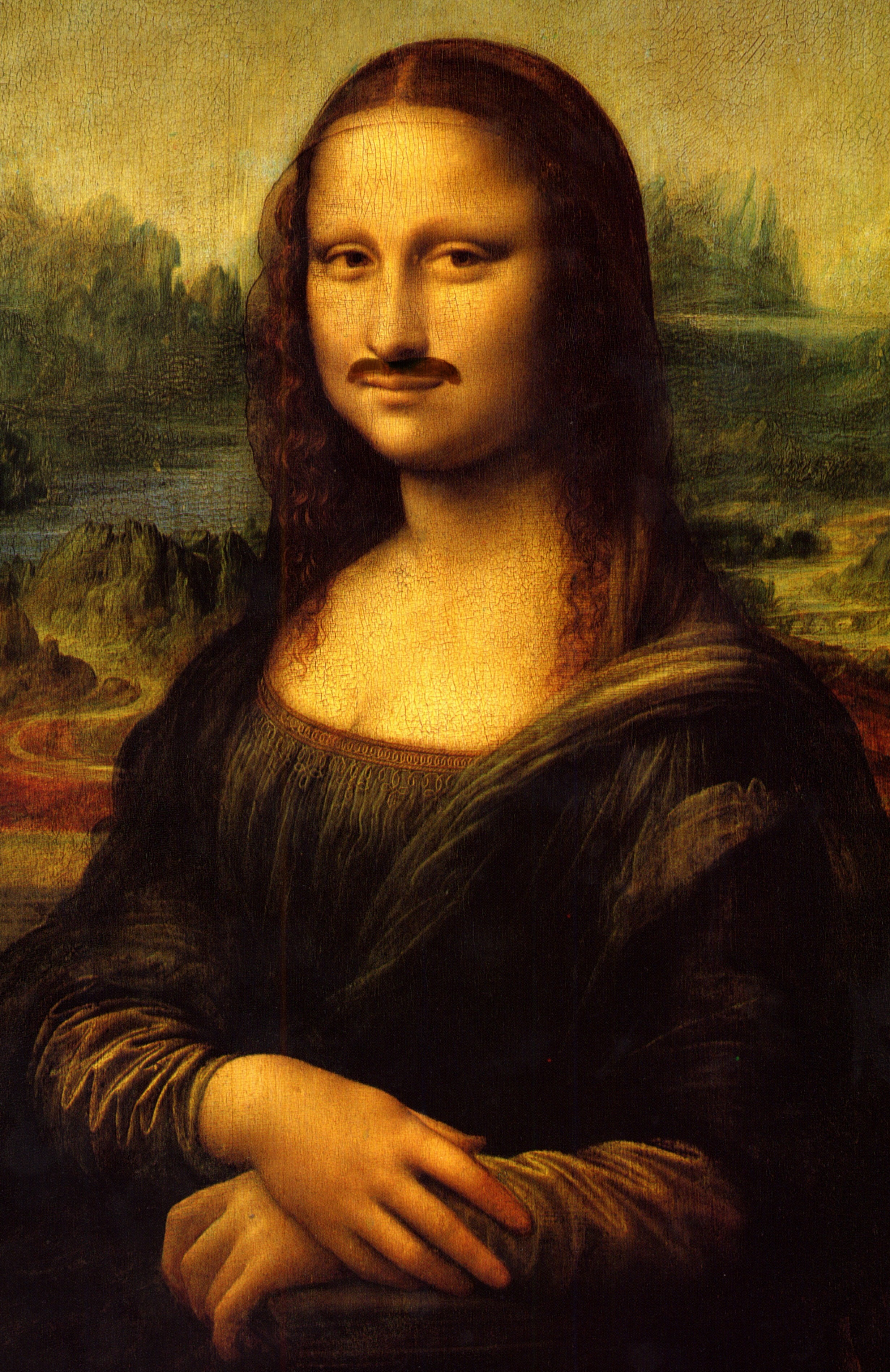
Ressignificação da obra Monalisa, de Leonardo da Vinci, enfatizando o caráter mutável da obra de arte.

Historicismo ou historismo é uma forma de abordagem dos fenômenos e culturas humanas que se centra na importância da história para a compreensão destes. Constitui a base de uma visão de mundo (Weltanschauung) tipicamente moderna e ocidental fundamentada na noção de que as configurações do mundo humano, num dado momento, sempre são resultado de processos históricos de formação passíveis de serem mentalmente reconstruídos e, portanto, compreendidos. Assim, rechaça a existência de leis gerais para a compreensão dos fenômenos políticos, sociais ou culturais. Ao longo dos séculos, os termos historicismo e historismo foram empregados com múltiplos significados, muitas vezes discordantes. 
Possui cinco diferentes características. O historicismo genético afirma a totalidade de sentido da história e compreende que os diversos fenômenos podem ser conhecidos através da investigação de sua história no tempo. O historicismo metafísico, de forma semelhante, procura compreender a ordem e a racionalidade dos processos históricos, porém, detém um olhar providencialista de viés protestante. O historicismo tradicionalista possui um posicionamento exaltador do passado e crítico a tudo que é novo, projetando seu tradicionalismo na apologia às tradições locais. O historicismo metódico desenvolveu-se enquanto prática científica e deu seguimento à racionalidade metódica do Iluminismo ao elencar a especialização disciplinar como fundamental ao pensamento histórico. Por fim, o historicismo ético relativiza os valores humanos a fim de enfatizar a importância do tempo histórico para a análise dos fenômenos.
A perspectiva historicista surgiu na Europa ocidental na segunda metade do século XVIII, sendo decisiva para a configuração da ciência histórica (Geschichtswissenschaft). Ao longo do século XIX e até às primeiras décadas do século XX, o historicismo teve forte impacto social, sobretudo na Alemanha, cujos pensadores iluministas são suas principais influências, embora também se valha das ideias de pensadores britânicos e franceses. Sua origem relaciona-se à formação dos Estados Nacionais, podendo ser entendida como uma reação à crise das sociedades europeias frente aos impactos da Revolução Francesa. A partir do século XX, diferentes contestações sobre a visão de mundo historicista se destacaram e compuseram aquilo que foi denominado como crise do historicismo. As principais críticas opunham-se ao historicismo enquanto um viés relativista e à atribuição do historicismo como alicerce do surgimento da História enquanto disciplina acadêmica. Além disso, o historicismo também foi acusado de acreditar na objetividade do conhecimento histórico livre de interferências de valor ou preconceitos. Para alguns historiadores, a crise do historicismo esteve ligada à impossibilidade de achar significado e progresso na história após o desastre humano da Primeira Guerra Mundial.
Diversos autores advogam que o historicismo clássico ganhou uma nova onda de adeptos na passagem do século XIX para o XX, caracterizados como neo-historicistas. Esses pensadores, como Benedetto Croce e Robin George Collingwood, reafirmaram a importância e centralidade do conhecimento histórico historicamente relacionado e, como o filósofo Wilhelm Dilthey, colocam em relevo o primado da razão histórica em oposição à razão científica. Com poucas referências às discussões do historicismo europeu, o novo historicismo estadunidense enfatiza a importância dos contextos sociais na leitura de obras literárias.

## Historicismo ou historismo?
Não há consenso entre os estudiosos no tema em relação à tradução da palavra alemã Historismus, podendo aparecer como "historicismo" ou "historismo". Autores importantes, como Georg Iggers, defendem ser mais correto chamar a descoberta da historicidade do mundo realizada pelos alemães no século XIX de "historismo" por causa da multiplicidade de significados que, com o passar do tempo, foi dada à palavra "historicismo". Outros autores argumentam que as imprecisões do termo já estavam presentes nos usos mais antigos do termo feitos pelos escritores românticos Friedrich Schlegel e Novalis. É importante salientar que a palavra alemã Historismus possui conotação fortemente pejorativa e, muitas vezes, é associada a uma prática histórica ingênua e relativista. Há, ainda, aqueles que preferem restringir o emprego do termo "historismo" às proposições críticas de Karl Popper em relação às teorias sociais evolucionistas, não importando muito se essas tinham como ponto central a busca pela historicidade dos fenômenos. De qualquer forma, a distinção entre historicismo e historismo pode ser considerada frágil, tendo em vista que, na língua alemã, só existe uma palavra para ambos os termos: Historismus. Não obstante o caloroso debate linguístico, o mais comum é Historismus ser traduzido por "historicismo" em diversas línguas, como no contexto brasileiro, apesar do historiador Sérgio Buarque de Holanda ter preferido "historismo" em importantes trabalhos sobre o tema.

## Os diversos significados

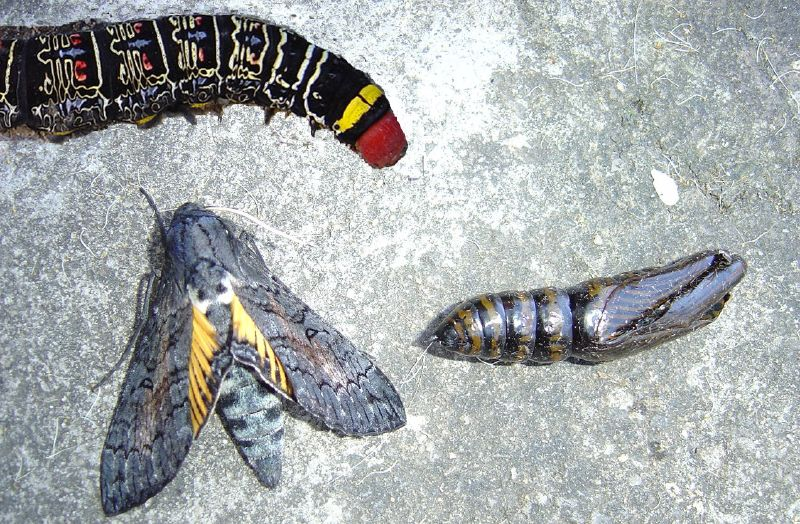
O significado de historicismo variou radicalmente ao longo dos séculos, podendo ser entendido como semelhante à metamorfose de uma lagarta em crisálida e mariposa.

Em 1797, o termo historicismo (Historismus) foi empregado pela primeira vez por Friedrich Schlegel, em notas fragmentárias sobre filologia, para designar a perspectiva de compreensão estética que enfatizava que as épocas históricas deveriam ser estudadas levando em consideração o seu próprio contexto de produção. Novalis, em 1798, usa o termo historismo (Historism) referindo-se a diferentes métodos, mas sem atribuir-lhe um significado claro. Desde seus primeiros usos em finais do século XVIII até início do século XXI, historicismo é considerado de forma consensual como uma noção polissêmica cercada de interpretações negativas sobre seu significado e conceituação. É preciso deixar claro, portanto, que o entendimento do que era o historicismo variou profundamente, chegando mesmo em certos casos a definir coisas completamente opostas. O historicismo de Johann Gottfried von Herder, Wilhelm Dilthey ou Heinrich John Rickert, para citar alguns autores, não tem nenhuma relação, a não ser morfológica, com a denúncia à miséria do historicismo feita por Karl Popper em relação a Karl Marx, Oswald Spengler, Arnold Toynbee e Auguste Comte.

### Século XIX
Entre finais do século XVIII até por volta da década de 1860 o significado de historicismo continuou muito próximo à produção de um conhecimento historicamente orientado proposto por Schlegel. Em 1838, Ludwig Feuerbach em sua Crítica do idealismo de F. Dorguth argumentava que a visão historicista de mundo estava relacionada à valorização da individualidade das épocas passadas. Pouco tempo depois, em 1852, Carl Prantl, almejando uma contraposição à ótica universal do hegelianismo, avaliava o historicismo como um tipo de perspectiva que enfatizava as individualidades históricas. A Escola Histórica do Direito, de Friedrich Carl von Savigny e Karl Friedrich Eichhorn, tinha um entendimento similar ao de Prantl sobre o que seria o historicismo ao defini-lo como uma perspectiva histórica reconhecedora da individualidade em fenômenos temporalmente e espacialmente situados em oposição à filosofia da história especulativa hegeliana. Essa oposição à perspectiva de progresso hegeliana tem como base a ideia de mudança que se caracteriza nos processos históricos. A percepção de que a história é feita pelos seres humanos e que, portanto, tem um sentido a ser descoberto, contribuiu decisivamente para a teoria do conhecimento histórico formulada por pensadores alemães do século XIX como Leopold von Ranke que, não obstante não terem utilizado o termo historicismo, forjaram as suas raízes.
Entre finais do século XVIII e grande parte do século XIX historicismo possuiu um significado positivo ou neutro. Contudo, nas últimas décadas do século XIX ao mesmo tempo em que o termo passou a ser vastamente utilizado em publicações de língua alemã, seu significado ganhou uma carga negativa, principalmente após a publicação da Segunda Consideração Intempestiva de Friedrich Nietzsche, em 1874, passando a referir-se a uma postura relativista, irresponsável e teoricamente fraca pela sua hiper-valoração do tempo histórico como produtor de mudanças. Vários economistas, nas últimas décadas do século XIX, também atacaram a abordagem histórica da Economia adotada por Wilhelm Roscher, Karl Knies e Gustav Schmoller. Historicismo era agora usado em sentido negativo para criticar o abandono da teoria e a confusão entre teoria econômica e história econômica realizada pelos expoentes da chamada Escola historicista alemã de economia.

### Século XX
Nas primeiras décadas do século XX, principalmente após a publicação do O historicismo e seus problemas, em 1922, por Ernst Troeltsch, e de Historicismo, em 1924, por Karl Mannheim, houve um resgate da avaliação positiva em relação ao historicismo fundamentada no reconhecimento da importância do pensamento historicista para a compreensão da historicidade da vida humana, que libertava a ciência histórica das concepções matemáticas e naturalistas da época. Troeltsch tratava o historicismo como uma das grandes heranças do século XIX, não deixando de expressar a percepção da relatividade dos valores históricos, proposta anteriormente por Nietzsche, como ligada ao olhar historicista. Apesar de Troeltsch ter aceitado o historicismo como uma abordagem válida para o estudo do mundo social e cultural, enxergava no estudo da História o potencial de mostrar a relatividade dos valores e crenças da cultura Ocidental ao invés de, como achavam os pensadores do século XIX, aquisição de cultura (Bildung). A percepção do historicismo de que todas as ideias e valores humanos são historicamente condicionados e sujeitos a mudanças tornou-se a atitude dominante dentro do pensamento Ocidental a ponto de Mannheim, em 1970, afirmar que ela era a condição constitui a base de uma visão de mundo (Weltanschauung) tipicamente moderna e ocidental. da existência moderna.
É impossível falar sobre o significado de historicismo sem se referir ao nome de Friedrich Meinecke, que, em 1936, em sua obra A formação do historicismo, afirma que seu cerne está no abandono de concepções generalizantes dos fenômenos em prol de análises que mostrem suas especificidades únicas. Para Meinecke, o historicismo emergiu como uma visão de mundo (Weltanschauung) em resposta ao racionalismo iluminista, caracterizando-se pelo pluralismo de valores e adotando uma percepção histórica a partir das individualidades. Nesse sentido, a investigação histórica deveria destacar o que é individualmente dotado de valor na história, ou seja, as conquistas culturais únicas de cada época específica. Atendo-se às individualidades da cultura histórica, o historiador encontraria uma diversidade de imagens e sistemas de valores.
O significado de historicismo foi remodelado por Benedetto Croce ao afirmar que a filosofia só poderia ser entendida por meio da história. O historicismo absoluto (storicismo assoluto) de Croce via o julgamento histórico como o único válido e a história como a filosofia em sua concretude. Dessa forma, o historicismo absoluto propunha que a realidade é história e que a filosofia está na história e necessita dela para ser compreendida. Contemporâneo de Croce, Giovanni Gentile deu ao historicismo um viés autoritário, próximo ao fascismo, ao enfatizar a centralidade da concepção de Estado de Georg Wilhelm Friedrich Hegel. O filósofo italiano Antonio Gramsci, nas décadas de 1920 e 1930, interpretou o historicismo em termos marxistas como uma filosofia do engajamento político.
Em meados de 1940, Walter Benjamin vai em direção contrária ao historicismo enfatizando a validade do materialismo histórico e da filosofia nietzschiana. Benjamin entendia que o historicismo não deveria ser utilizado para compreender o processo histórico, pois era uma prática investigativa devedora da história universal, tinha uma indigência teórica calcada em fatos empíricos, eternizava o passado e flertava empaticamente com os vencedores, notadamente as classes dominantes. De qualquer forma, alguns autores afirmam que a concepção histórica de Benjamin estaria mais para uma história universal messiânica que, pela sua proximidade com a noção do divino e de um mundo de realidade una e integral, teria certa afinidade com o historicismo, entendido, então, como materialismo historicista.

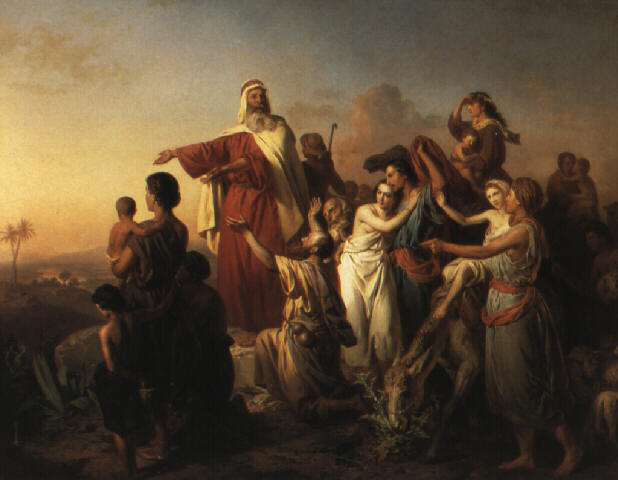
Moisés levando os israelitas para fora do Egito de Jozsef Molnar, 1861

Alguns anos depois, no importante livro A Miséria do Historicismo, Popper empregou o historicismo em um debate com o materialismo dialético. Ele identificou o termo com as tentativas de Hegel e Marx de formular leis de desenvolvimento histórico, que foram posteriormente usadas para legitimar o futuro profetizado pelo marxismo. Ele entendeu o historicismo como uma abordagem das ciências sociais que induz à descoberta de padrões, sequências e normas, em que o principal objetivo é prever o futuro dentro da análise histórica. Para ele, a história da humanidade está diretamente ligada ao crescimento do conhecimento humano e este não pode ser previsto em sua evolução, consequentemente, a história humana também não pode ter seu curso desvendado. Nesse sentido, Popper argumentava que os objetivos do historicismo estão equivocados, pois não pode existir uma teoria científica do desenvolvimento histórico que seja o alicerce para a previsão histórica de um futuro que não pode ser elucidado. O uso idiossincrático do termo "historicismo" por Popper foi bastante criticado, porém é preciso salientar que ele empregou, em sua obra, o termo alemão Historizismus para indicar aquilo que se traduz como "historicismo". A palavra Historismus foi traduzida para "historismo", como era costume na época.
Em finais do século XX, o historicismo foi resgatado como o processo de profissionalização da História ocorrido nas universidades alemãs no século XIX. Diversos autores consideravam que o historicismo dizia mais a respeito do surgimento da ciência histórica (Geschichtswissenschaft) na Alemanha do que qualquer outra das múltiplas interpretações. Nesse sentido, Ulrich Muhlack afirmou que o historicismo foi um fenômeno cultural e revolucionário que possibilitou a transformação da história em uma disciplina científica. Jörn Rüsen, Friedrich Jaëger e Horst-Walter Blanke compartilham da concepção de que o historicismo seria uma forma do pensamento histórico e de entendimento da história como uma ciência social compreensiva.  Rüsen, especificamente, entende que o historicismo é a matriz disciplinar do estudo do passado histórico enquanto uma atividade científica, diferenciando-se dos demais paradigmas do conhecimento por reivindicar uma interpretação específica para os fenômenos culturais. Esses autores, assim como Thomas Nipperdey, se posicionaram diante de uma perspectiva favorável ao historicismo, resgatando suas contribuições para a construção do pensamento historiográfico alemão e para as discussões teórico-metodológicas da historiografia ao entendê-lo enquanto o paradigma para os estudos históricos.
Assim como esses autores, que entendem o historicismo como os alicerces da profissionalização da história como surgiu no século XIX na Alemanha, Georg Iggers reivindica o historicismo enquanto visão de mundo e concepção de ciência que contabiliza aspectos espontâneos e imprevisíveis da criatividade humana e do pensamento histórico como dotado de sentido. De acordo com Iggers, o historicismo foi um movimento intelectual alemão onde os conceitos de individualidade e evolução foram utilizados para compreender a política e o papel do Estado. Baseados na concepção moral da qual a história é dotada de sentido, os historicistas viam o Estado como fruto das forças históricas, um fim em si mesmo e dotado de espírito próprio. Dessa forma, o historicismo alemão não poderia admitir a ideia de que a história universal possuiria um combustível racional ou ético, mas percebia um desígnio superior para além das individualidades humanas. Dessa forma, o historicismo para Iggers baseava-se na existência de uma diferença fundamental entre os fenômenos da natureza, que se caracterizavam pela eternidade das formas, e os fenômenos históricos, caracterizados pela singularidade dos objetos. Assim, sua concepção de historicismo concluía que por causa da natureza mutável dos homens, a individualidade de cada homem só poderia ser compreendida no tempo, no fluxo da história. Além disso, Iggers afirmava a busca pela formulação de uma nova teoria do conhecimento pelo historicismo, pois percebia a importância do caráter particular do fenômeno histórico e cultural. Em suma, Iggers entendia que a valorização do Estado nacional, o conceito de individualidade aplicado aos indivíduos e às coletividades e a busca por um novo fundamento epistemológico foram as três principais características do historicismo alemão.
Não obstante todos esses autores concordarem na interpretação do historicismo como uma ciência histórica, eles divergem em sua avaliação. Para Muhlack e Nipperdey, o historicismo continua a ser uma forma de conhecimento válida, já Rüsen, Blanke e Jaëger reconhecem tanto as contribuições quanto os limites do historicismo à ciência histórica, enquanto Iggers aponta os pressupostos político-científicos e teológicos que comprometeram o discurso científico dos historiadores profissionais.

## Antecedentes
Em geral, o historicismo foi uma visão de mundo que surgiu no final do século XVIII e início do século XIX no Ocidente. A origem do historicismo está diretamente ligada às ideias forjadas, principalmente, pelos pensadores do Iluminismo alemão. De acordo com Friedrich Meinecke, foi na transição do século XVII para o século XVIII, frente ao iluminismo inglês que, na Alemanha e na Itália, surgem os primeiros resquícios do pensamento historicista de superação do Iluminismo, do empirismo inglês e do racionalismo francês, sendo Giambatista Vico, Shaftesbury e Gottfried Leibniz precursores desse pensamento. A partir do Iluminismo, o correto entendimento dos eventos históricos pressupunha a compreensão alargada das circunstâncias históricas nas quais ele estava relacionado e que poderiam revelar certas regularidades no desenvolvimento social humano. Dentro do contexto francês e britânico, em especial, existia a crença de que a esfera social era, assim como a natural, regida por leis, que poderiam ser descobertas por meio da observação panorâmica das diferentes sociedades. A lei natural é entendida enquanto a racionalidade da própria história, aquilo que impulsiona o homem a construir uma sociedade melhor, e garante a existência de uma história universal comum a toda a humanidade. Cabia, portanto, ao ser humano descobrir a lógica do progresso da sociedade através da observação das múltiplas formas de viver em sociedade a fim de montar a história do progresso da civilização.
Ao estudar as diversas nações, os iluministas chegaram à conclusão de que independentemente de suas diferenças temporais, geográficas ou culturais a natureza humana, seus vícios e suas virtudes, permaneciam os mesmos. Aliado a isso, ao olharem para as regularidades sociais, fascinaram-se pela diversidade cultural trazida pelo estudo da história do progresso da sociedade. Ao mesmo tempo que existia a compreensão de uma natureza humana universal, percebia-se que ela mostrava-se de diferentes formas no decorrer do tempo. O historicismo possui uma visão diferenciada do progresso iluminista, adotando um desenvolvimento historicista, que vê cada sociedade com uma importância significativa em sua própria essência e que, através do contato humano, criará novas formas culturais.

### Alemanha
O movimento iluminista alemão possuiu grande importância para o alvorecer do historicismo por conta de algumas especificidades. A primeira destas foi a formação da burguesia alemã, representante do iluminismo alemão, que era composta por famílias de comerciantes, funcionários estatais, pastores protestantes, professores universitários, entre outros. Diferentemente da França, por conta da sua formação heterogênea, a burguesia alemã não assumiu um viés revolucionário para chegar ao poder, seu status político e social já lhes eram favoráveis. Em segundo lugar, em território germânico, as ideias eram discutidas nas universidades e não em salões, o que rendeu uma grande densidade filosófica ao pensamento alemão. As universidades alemãs eram conhecidas pela rigidez de seus métodos, onde alguns dos principais centros de discussão eram as Universidade de Halle-Wittenberg, Universidade de Gotinga e a Universidade Humboldt de Berlim. Por fim, a terceira característica do caso alemão foi a crescente influência do pietismo sobre a população protestante. Grande parte dos iluministas alemães eram pietistas, que, ao questionarem a ortodoxia luterana e na tentativa de conciliar o pietismo com o racionalismo, recorreram ao estudo da história para melhor compreender os ensinamentos divinos. Durante o século das Luzes, a Alemanha protestante foi o único território a manter a tradição religiosa. O pietismo alemão do século XVIII, influenciado pela mística cristã medieval, foi profundamente marcado pelo sentimentalismo e pela sensibilidade religiosa que preconizava a experiência individual com Deus. A concepção de filosofia e de história alemã do oitocentos entendia que Deus não se distanciava do homem mas realizava-se no próprio espírito humano.

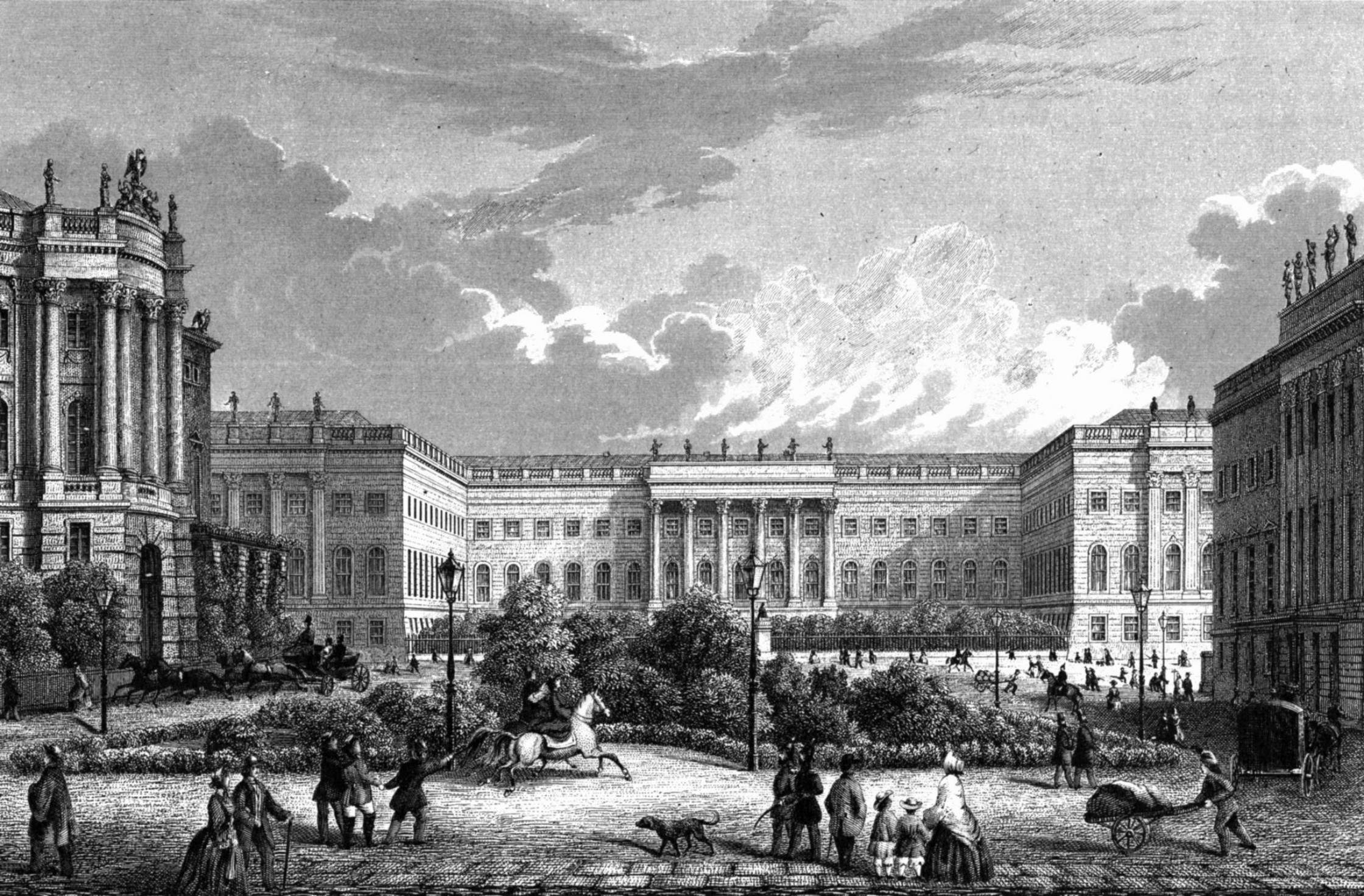
Universidade Humboldt de Berlim em meados do século XIX

A produção intelectual realizada na Alemanha do século XVIII foi decisiva para o desenvolvimento da nova visão de mundo trazida pelo historicismo. Diversos autores situam a Alemanha como o local em que o historicismo, de fato, foi gerado não obstante o reconhecimento da importância das ideias desdobradas na França e na Inglaterra. A teoria das mônadas, do filósofo Gottfried Wilhelm Leibniz, foi responsável por unir duas ideias, até então, distintas: a universalidade e a individualidade. Leibniz propunha que o indivíduo se modifica infinitamente para realizar sua natureza, reintegrando-se constantemente ao universo, garantindo, ao mesmo tempo, sua identidade e um incessante progresso. O pressuposto central de sua filosofia é que cada substância individual é um microcosmos do universo, representando em sua individualidade tudo aquilo que existe no todo. Essa percepção acarretava no entendimento de que todas as substâncias são independentes e auto-suficientes, sendo imunes a quaisquer influências externas às suas individualidades, com exceção de Deus. A filosofia de Leibniz forneceu ao historicismo um modelo para a compreensão das individualidades e a sua relação com a totalidade da raça humana, mostrando que tudo aquilo que poderia ser considerado único possuía inteligibilidade em meio à multiplicidade.
O filósofo, teólogo e historiador Johann Chladenius também foi importante para o alvorecer do historicismo, mas no que diz respeito à formação da ciência histórica alemã. Em suas produções, Chladenius se posiciona contra a filologia e a exegese bíblica presente nos escritores da Antiguidade greco-romana, chamando a atenção para a historicidade dos textos e sua autoria. Em sua obra Ciência Histórica Geral (1752) ele atribuiu à história um papel organizador essencial para a construção dos demais saberes, além de esclarecer conceitos, métodos de pesquisa e investigação, e, de certa forma, constituir as especificidades dos estudos históricos. Nesse sentido, sua maior contribuição ao historicismo foi a gênese do conceito de ponto de vista, a compreensão de que diferentes indivíduos podem ter diferentes percepções sobre um mesmo objeto. Ao considerar que o estado interno e externo de cada sujeito acarretará em uma visão única e pessoal diante de algo que lhe for apresentado, Chladenius propunha que as inter-relações pessoais ou institucionais dos indivíduos os colocam em uma determinada posição que influencia diretamente a observação dos sujeitos, podendo-se extrair mais de um ponto de vista sobre um mesmo objeto. Este conceito seria fundamental para o entendimento das diversas narrativas e descrições da realidade, partindo-se do pressuposto de que os diferentes pontos de vista deveriam ser encontrados e problematizados pelos estudiosos em sua trajetória de busca pelo conhecimento histórico.

### Inglaterra
Por considerar que apenas em um Estado livre se poderia assegurar uma alta cultura espiritual de forma duradoura, o filósofo Shaftesbury é considerado um dos precursores do historicismo. Devedor do intelectualismo, do racionalismo da escola filosófica de Cambridge e do filósofo renascentista Giordano Bruno, Shaftesbury esforçou-se para que as ideias platônicas e neoplatônicas fossem reelaboradas e aplicadas, porém condicionadas pela individualidade e pelo momento histórico. Como união entre ética e estética, traços da filosofia de Shaftesbury podem ser vistos posteriormente nos primeiros exploradores do historicismo no que diz respeito à predileção pelo pensamento platônico e/ou neoplatônico, mais preocupado com o profundo da alma humana, em oposição ao pensamento jus naturalista que, por seu caráter estático e a-histórico, não poderia centrar-se profundamente na história. Os elementos neoplatônicos da filosofia de Shaftesbury denotavam uma força atuante do espírito e mais tarde orientaram o pensamento historicista em direção ao mundo histórico. Para Shaftesbury, tudo no mundo indicava conexão e unidade, uma totalidade no grande e no pequeno, um relacionamento de partes para um fim comum. Para alguns autores, a importância de Shaftesbury para o historicismo se deu principalmente na crença de que para uma profunda visão e compreensão das coisas históricas, era necessária a união entre o sentido estético e o olhar metafísico, impulsionado pelo profundo entusiasmo da alma humana.

### Itália
O napolitano Giambattista Vico fez parte da projeção inicial do historicismo ao dizer que a verdade é condicionada à ação humana e criticar aqueles que pensavam na sua existência apenas em um campo metafísico. A tese de Vico contrária ao cartesianismo levou, no início do século XIX, à ruptura com o pensamento iluminista na Alemanha. Vico entendia que havia uma diferença teórica entre as concepções de natureza e história. O homem poderia conhecer o mundo natural de forma limitada, pois fora criada pela natureza. Sendo feita pelo homem, somente a história, fruto da técnica e da criatividade humanas, seria passível de compreensão ao entendimento humano. Por esse motivo, a história, formada pelos propósitos conscientes e inconscientes do homem, necessitaria de métodos de pesquisa diferentes dos das ciências naturais. Alguns autores consideram que o sentido da história proposto por Vico pode ser visto como o passo inicial para o pleno historicismo do século XIX em oposição crítica às leis estáticas universais e ao espírito iluminista.

## Desenvolvimento
O historicismo alcançou seu auge no século XIX na Alemanha a partir da ideia de evolução histórica indissociável da individualidade do homem e dos povos. Para Friedrich Meinecke, a contribuição do historicismo para o Ocidente seria a forma de se relacionar com o passado, o presente e o futuro, consistindo na substituição da concepção naturalista e na crença na natureza imutável do homem por uma nova razão que se individualiza constantemente. Uma evolução baseada no amadurecimento de características individuais junto à universalidade histórica.

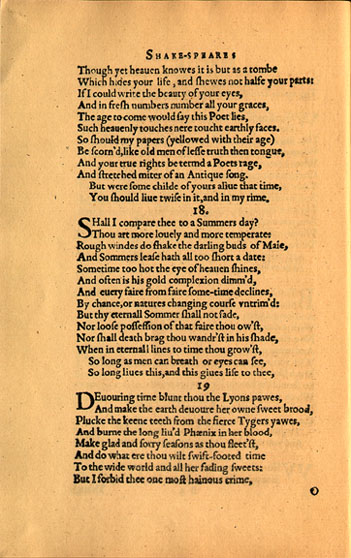
Na análise do soneto 18 de Shakespeare, Herder desenvolve importantes proposições sobre as particularidades das línguas

O historicismo alemão deve ser relacionado diretamente com a conjuntura de afirmação dos Estados Nacionais, em uma Prússia que propõe-se modernizar-se e ao mesmo tempo garantir as bases de uma nação heterogênea e multifacetada. Nacionalista em sua origem, o historicismo deve ser visto como uma reação à crise das sociedades europeias que absorviam os impactos da Revolução Francesa e como fundador de uma crítica profunda à ordem política e tradicional europeia, assumindo ares de razão universal, com caráter consequentemente atemporal. Nessa visão, cada época deveria ser estudada e examinada de acordo com seu próprio contexto e particularidades, assim como cada novo Estado deveria ser entendido em suas especificidades. Assim, o historicismo alemão se inicia partindo de uma ideia de construção de uma identidade própria a cada nação e se afasta de propósitos generalizantes.
Inúmeros autores concordam que Johann Gottfried von Herder é um dos primeiros expoentes do historicismo. Herder substituiu o método comparativo de análise dos fenômenos por uma compreensão histórica que reconhece a sua singularidade baseada na percepção de que o tempo é produtor de mudanças. A poesia de William Shakespeare, por exemplo, seria incomparável a qualquer outra por causa de sua originalidade. Herder também se posiciona criticamente em relação à tradição metafísica, que entende ser a verdade imediata, absoluta e imutável, afirmando que algo só pode ser apreendido ao levar-se em consideração o tempo histórico. Nesse sentido, todo conhecimento é temporalmente relacionado.
Ao longo do século XIX, autores como Wilhelm von Humboldt, Leopold von Ranke, Gustav Droysen e Wilhelm Dilthey estruturaram as bases do historicismo alemão. O historicismo alemão reconhecia as particularidades do objeto historiográfico, interpretando o homem por meio de seu caráter individual e percebendo-o em um tempo em constante movimento e mudança que resulta na construção do conceito de historicidade. Além disso, o historicismo foi o ponto chave em relação à forma de pensar a história que constituiu a modernidade, trazendo a ideia de que as fontes, tanto antigas quanto as mais próximas ao presente do historiador, deveriam ser passíveis de análise crítica. Adota-se também a percepção de que deve-se assumir uma posição crítica em relação à historiografia produzida, entendendo que o conhecimento também é fruto de um contexto particular. Nesse sentido, o famoso historiador e político alemão Barthold Niebuhr se insere no contexto de formulação de um pensamento historicista ao desenvolver técnicas de crítica histórica documental, tentando evitar a análise anacrônica e o estudo passivo dos documentos. Niebuhr colocou a heurística e a sistemática como operações fundamentais da história, contribuições ao método histórico que foram reconhecidas posteriormente por Ranke e Droysen.

### Historicismo genético
O historicismo genético possui uma compreensão historicamente determinada da história universal humana. Nessa visão, entende-se que tudo será melhor compreendido mediante o conhecimento de sua história, em uma relação de interligação entre passado, presente e futuro. A perspectiva genética, cerne do historicismo, pressupõe que a realidade pode ser compreendida apenas levando em consideração o processo pelo qual ela se constitui. Generalizações e comparações entre diferentes épocas e acontecimentos, para figuras importantes como Herder, tinham pouco valor, tendo em vista que a diversidade dos acontecimentos é que transmitia a essência viva e a dinamicidade dos seres. Nos aspectos singulares residia a história de cada época.  O conhecimento da história esclarecia aspectos do espírito humano, sendo tarefa do historiador demonstrar a pluralidade das manifestações humanas. A mais importante tarefa dos estudos históricos, para o historiador Droysen, seria o desenvolvimento da consciência sobre a historicidade do homem.
A manifestação do historicismo genético pode ser percebida na obra de Humboldt em sua afirmação de que uma ideia (Ideen) é algo revelado pelo historiador por meio do estudo da história. O reconhecimento das individualidades resultou na negação dos padrões naturalistas do século XVIII, assim como desmistificou a ideia de uma história retilínea para todos os povos. Nesse sentido, o olhar atento à singularidade de cada indivíduo seria a chave para a originalidade de cada época ou experiência histórica, não podendo conter padrões estabelecidos de desenvolvimento. Nesse sentido, o historiador deveria ser capaz de revelar a ideia em sua existência concreta no mundo a partir de um conjunto fragmentado de eventos que compõem a história. Em outras palavras, ele deveria inserir os fatos e acontecimentos dentro de uma perspectiva mais ampla e conjunta do mundo, reconhecendo as individualidades dentro da coletividade humana. É essa conexão entre os fatos históricos em sua coletividade que dá vida à história. Assim, o historiador possui um papel ativo na construção e reconstrução historiográfica, demonstrando a importância da historicidade para a compreensão da história em sua essência mutável e temporal.
A forma genética do historicismo aparece também na historiografia de Ranke ao apresentar uma visão de mundo baseada na história, e não mais na racionalidade ou nas leis da natureza, para a explicação de qualquer tipo de fenômeno, inclusive o teológico. Ranke tinha um entendimento da realidade enquanto histórica ao adotar os princípios da individualidade (Individualität), em que cada pessoa, nação ou época são vistos como únicos, e do desenvolvimento (Entwicklung), do progresso (Fortschritt) e da continuidade (Kontinuität), que integravam o passado e o presente em um processo que poderia ser tanto de mudança, de crescimento orgânico, ou de realização progressiva de certas ideias.
A explicação genética da realidade afirmava que não existiam ações regulares capazes de serem previstas pelos historiadores, mas isso não implicava em um mundo caótico. O conceito de vivência (Erlebnis) proposto por Dilthey, em que a vivência é a unidade que permite a constituição de sentido das experiências diversas durante a vida, busca justamente mostrar como é possível entender um mundo historicamente condicionado. Para Dilthey, a união da multiplicidade de acontecimentos vividos pelos indivíduos é o que dá sentido às formas e aos elementos que os cercam.

### Historicismo metafísico

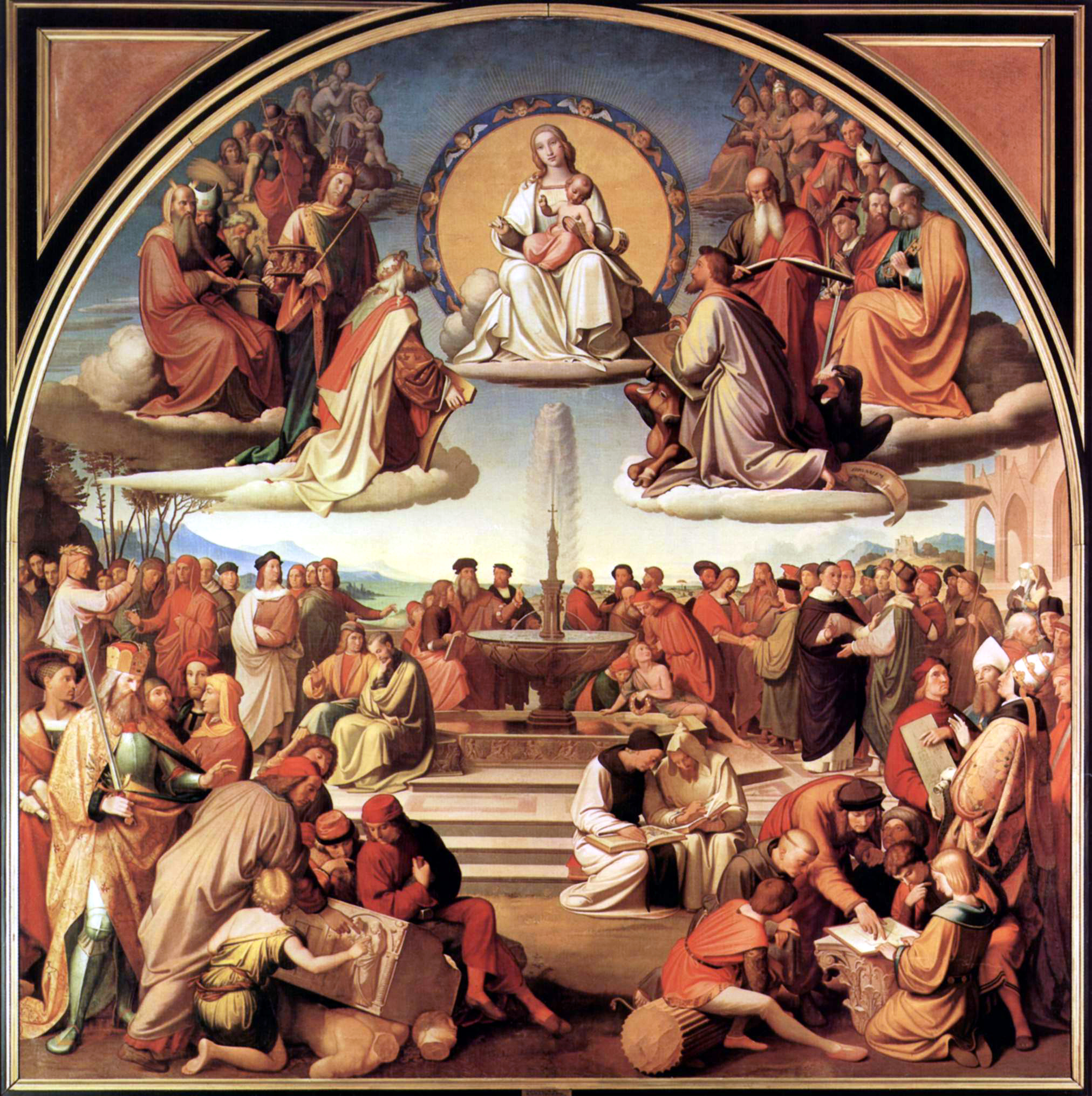
Johann Overbeck: O triunfo da Religião sobre a Arte, 1831-1840. Städel

O historicismo metafísico é uma filosofia da história que procura apreender a ordem e a racionalidade do processo histórico. Assim como o historicismo genético, a visão metafísica também assume o sentido pleno da história em suas configurações temporais. Entretanto, diferente do desenvolvimento genético, o historicismo metafísico possui traços de raiz protestante num certo grau de providencialismo. Herder, Ranke e Droysen, por exemplo, admitem um sentido total da história que é conhecido apenas por Deus, restando ao homem um olhar imperfeito sobre o real. Nesse sentido, a visão humana seria limitada e incapaz de prever o futuro.
Para Herder, o progresso é a expressão do plano divino, no qual se busca a educação gradual da humanidade. Em outras palavras, o progresso seria a base, o fundamento e a motivação dos seres humanos, além de ser a concretização da vontade de Deus, cabendo à história o papel de esclarecer os aspectos da diversidade e da singularidade dos povos e das épocas que se constituem através dos desígnios da providência divina. Dessa forma, sabendo-se que o presente é resultado de um passado ativo, os acontecimentos se posicionam interligados diante a história universal, não podendo ser o fim entendido sem a compreensão de sua gênesis.
Na visão de Ranke, assim como Herder, a história possuía um progresso característico e carregava aspectos providencialistas. Ranke considerava que a história deveria ser vista com os olhos de Deus, ou seja, o historiador deveria perceber as diferentes épocas com a mesma importância e de forma simultânea, sem considerar questões de sucessão ou superação. Entretanto, o homem possuiria uma visão limitada da realidade histórica sem poder avistá-la de forma completa, já que a simultaneidade das épocas poderia ser contemplada em sua totalidade apenas por Deus como uma espécie de mistério oculto ao ser humano.
No debate sobre a justificação da história como uma disciplina autônoma, Droysen defendeu que “a mais elevada tarefa da ciência histórica é, sim, a teodicéia”, ou seja, descobrir a razão da existência do mal em um mundo essencialmente bom e divino. No pensamento de Droysen, a história não se valeria da pura vontade de conhecer o passado, mas de uma interpretação pragmática do presente. Nesse sentido, o estudo da história atribuiria consciência sobre os processos históricos anteriores e sua linha de continuidade, objetivando um novo pensar sobre a ação humana no tempo e o desenvolvimento da humanidade. Essa ação e desenvolvimento seriam regidos por uma essência divina que atribuiria ao homem o papel de instrumento da vontade de Deus. A coerência ou racionalidade da história deveria ser alcançada por aquilo que Droysen chamou de interpretação (Interpretation) e não através da lógica dedutiva ou indutiva das ciências naturais. A história seria uma ciência fundamentalmente hermenêutica, pois o objeto de estudo do historiador só era capaz de ser compreendido porque ele incorporava conjuntos de significados passíveis de interpretação.

### Historicismo tradicionalista
O historicismo tradicionalista possui uma visão exaltadora do passado e de crítica ao novo. Nesse sentido, o historicismo projeta o tradicionalismo por meio da apologia às tradições locais e da premissa de continuidade cultural ao longo da história ocidental. Para Jacob Burckhardt, por exemplo, a singularidade de seu tempo trazia como essência uma continuidade com a história clássica e o historiador teria como objetivo a perpetuação de tais características através da produção historiográfica. Em sua concepção, os historiadores assemelhavam-se aos pintores, que ao retratarem em suas obras um mesmo acontecimento podem enfatizar elementos diferenciados, reconhecendo mais de um ponto de vista para uma mesma situação. Assim, também os historiadores poderiam evidenciar os elementos comuns de contextos diversos e procurar os significados de cada acontecimento, sabendo que essa reconstrução poderia admitir formas e padrões de múltiplas espécies.
Para Burckhardt, a natureza humana é essencialmente imperfeita em suas ações e em sua capacidade de saber. Esse ceticismo gerou diversas críticas do autor a movimentos que ocasionaram o apagamento das tradições ocidentais, deixando clara sua percepção de continuidade histórica, que deveria existir também nas normas políticas e sociais. Nesse sentido, a posição do historiador no mundo não deveria cercar-se de paixões políticas e dogmáticas, nem prostrar-se no utilitarismo, mas atuar de forma contemplativa, ou seja, visualizar os acontecimentos de forma desinteressada e estética, e assim, perceber a dinamismo dos processos históricos.

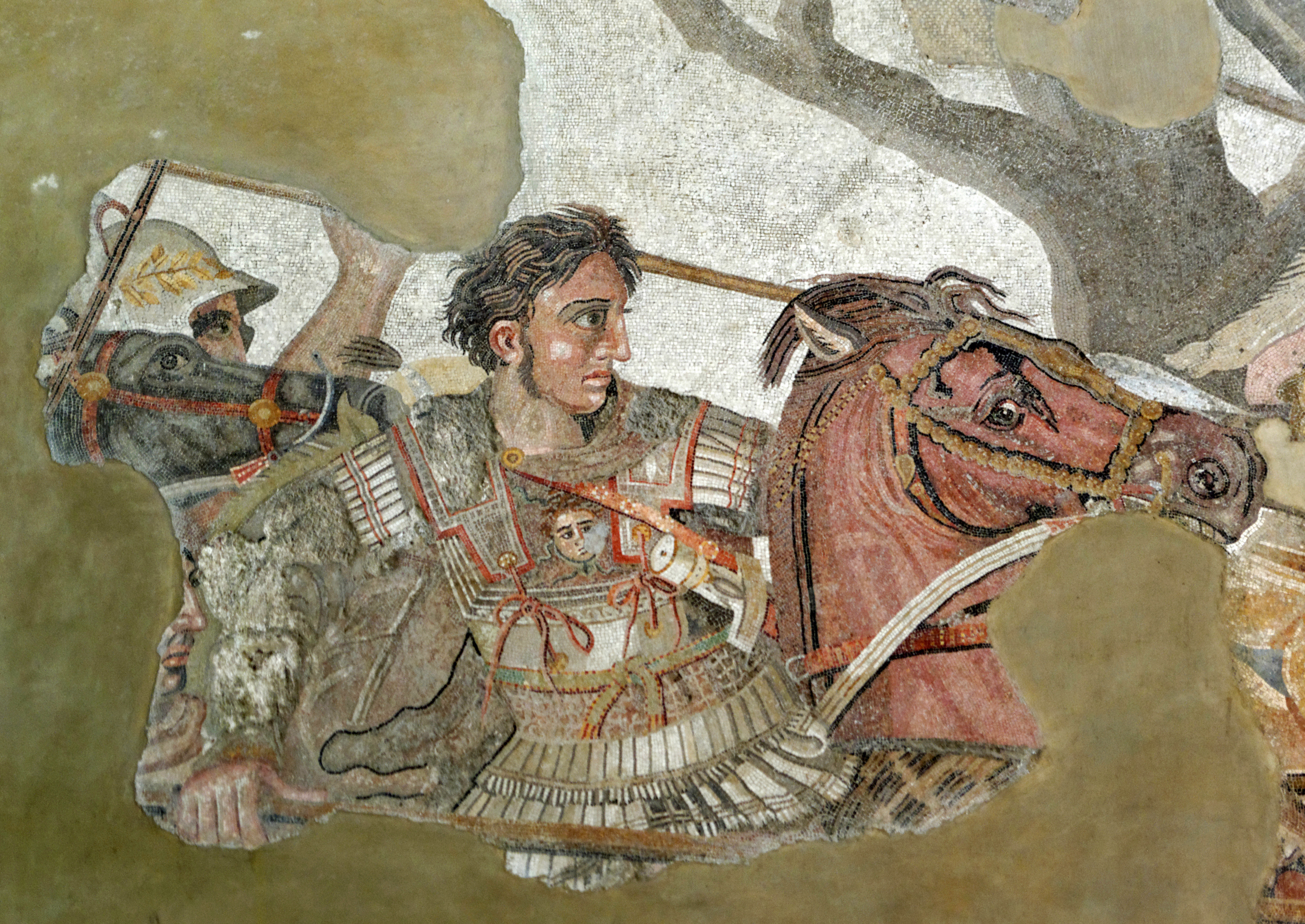
Alexandre Magno e seu cavalo Bucéfalo, na Batalha de Isso. Mosaico encontrado em Pompeia, hoje no Museu Arqueológico Nacional, em Nápoles

O tradicionalismo presente nas produções historicistas não se resume a uma ação reacionária, mas se refere à necessidade de se voltar ao passado e consultá-lo antes de qualquer desenvolvimento próximo. Um exemplo dessa concepção é o conceito de helenismo empregado por Droysen em sua biografia de Alexandre, o Grande. Para o autor, não são os acontecimentos que conservam a importância dos homens e das culturas, mas, sim, os processos históricos instáveis que tiram a sensação de estabilidade naturalizada, ou seja, épocas e momentos de transição. Dessa forma, o helenismo que antes era visto apenas como uma degeneração da civilização grega clássica, passou a ser analisado com outros olhos. Após as considerações de Droysen, os aspectos transitórios da história passaram a ser entendidos como relevantes à compreensão historiográfica. Nesse sentido, o elemento tradicional de permanência histórica seria a própria potência transformadora.
De forma geral, o historicismo em seu viés tradicionalista se opunha aos princípios revolucionários da Revolução Francesa ao compreender que o rompimento com o passado histórico seria um ato violento e radical. Ainda assim, a Revolução Francesa foi lida como importante para alguns historicistas na medida em que fortaleceu a unidade da população de cada uma das nações europeias após a Restauração, além de resgatar antigas tradições. Dessa forma, houve a percepção de que fatores de adesão coletiva, como a religião e a nacionalidade, poderiam manter a coesão em momentos extremos. Essa descoberta gerou um maior interesse pelos fatores que garantiriam a união e a estabilidade social, que poderiam, possivelmente, estabelecer uma continuidade entre passado, presente e futuro.

### Historicismo metódico
O historicismo metódico desenvolveu-se enquanto uma prática científica e deu continuidade à racionalidade metódica inaugurada pelo Iluminismo ao trazer a especialização disciplinar como outro elemento fundamental ao pensamento histórico. No final do século XVIII, frente aos impulsos proporcionados pelo iluminismo, surgem os primeiros cursos de história nos currículos universitários. Diante disso, inicia-se um movimento de reflexão em relação à história universal, o ofício do historiador e os processos históricos em sua totalidade. Na Alemanha, existiam os cursos "superiores", ou seja, a teologia, o direito e a medicina, e os cursos ditos "inferiores", como a história, a geografia, a literatura, línguas e outras ciências mais abstratas como a metafísica, a ética e a lógica. Immanuel Kant, em O conflito das faculdades (1794), demonstrou como essa divisão institucional acontecia por um uso político das universidades, disposto de acordo com os interesses de sustentação governamental, pela caracterização da ordem espiritual, corporal e social dos indivíduos. Nota-se que a história passa a disputar com a moral, a política e a filosofia a função de nortear a ação política. No início do século XIX, as universidades passaram por um período de reestruturação, com a influência de pensadores alemães como, por exemplo, Humboldt, que defendiam a liberdade de pesquisa e expressão dentro das instituições universitárias, assim como seu objetivo de produzir uma ciência pura e livre de limitações estatais. É nesse contexto que surgem as revistas históricas, essenciais para a divulgação desse novo tipo de saber universitário tais como a Historische Zeitschrift (Estudos Históricos), fundada em 1859.
Os principais historiadores que levaram a cabo o projeto de desenvolvimento da história enquanto uma ciência humana compreensiva sediada em um espaço acadêmico universitário foram os alemães Barthold Georg Niebuhr, Leopold von Ranke, Gustav Droysen e Theodor Mommsen. Embora as obras História Romana (1811-1812) de Niebuhr e a História Alemã na Idade da Reforma (1839-1847) de Ranke tenham sido marcos importantes desse novo tipo de pensamento histórico, é de se destacar que tanto a História da Revolução Francesa (1823-1827) de Adolphe Thiers quanto a História da Civilização na França (1829-1831) de François Guizot tiveram grande impacto no contexto francês de transformação da história em uma especialidade acadêmica.
A sistematização de uma metodologia de pesquisa histórica é uma das heranças deixadas pelo historicismo. Nesse sentido, o juízo histórico sobre o passado se refere à atribuição de sentido para a forma como o ser humano modifica o mundo em cada tempo e o que esse mesmo sentido pode significar no presente, partindo-se das individualidades culturais de socialização humana. A essência do método histórico caracteriza-se tanto pela sistematização científica desse método quanto pela análise da significação do passado que possa capacitar “o conhecimento histórico para a formação política”. Diante disso, o método de análise das fontes se desenvolve em três passos: uma análise factual (heurística), a crítica e a integração ao contexto histórico, passível de diferentes interpretações.
Nesse contexto de autoafirmação da história enquanto uma disciplina específica houve uma forte crítica à filosofia da história. Os historicistas entendiam que a experiência histórica, como propunham nomes como Hegel, não poderia ser dada por um simples esquema evolutivo marcado por critérios racionais universais. Ao passo que os historicistas julgavam a pesquisa histórica empírica mais apropriada para aprender adequadamente os contextos temporais reais. Droysen foi um crítico marcante desses posicionamentos e, em contraposição à percepção hegeliana, argumentou que a razão conduz à história universal, caracterizando-a como uma teodiceia e criticando a postura de uma finalidade última do pensamento historiográfico. Partilhando a visão hegeliana de que existia uma coerência escondida por trás do mundo dos fenômenos, Ranke não deixou de criticar a abordagem filosófica da história proposta por Hegel, argumentando que a abordagem filosófica sacrificava as qualidades únicas do mundo histórico em prol de um sistema redutor da realidade. Em contrapartida, com a abordagem histórica seria possível adquirir uma compreensão do geral por meio da imersão no particular. Não obstante as fortes críticas feitas a Hegel por alguns historicistas, é a partir de seu sistema filosófico que a noção da história como ciência do espírito ganha força. Apesar do caráter racional da filosofia hegeliana, esta possuiu base e fundamentação teológica, estimulando o surgimento do historicismo alemão e o progressivo despertar de um interesse empírico pela história.

#### O pensamento teórico historicista

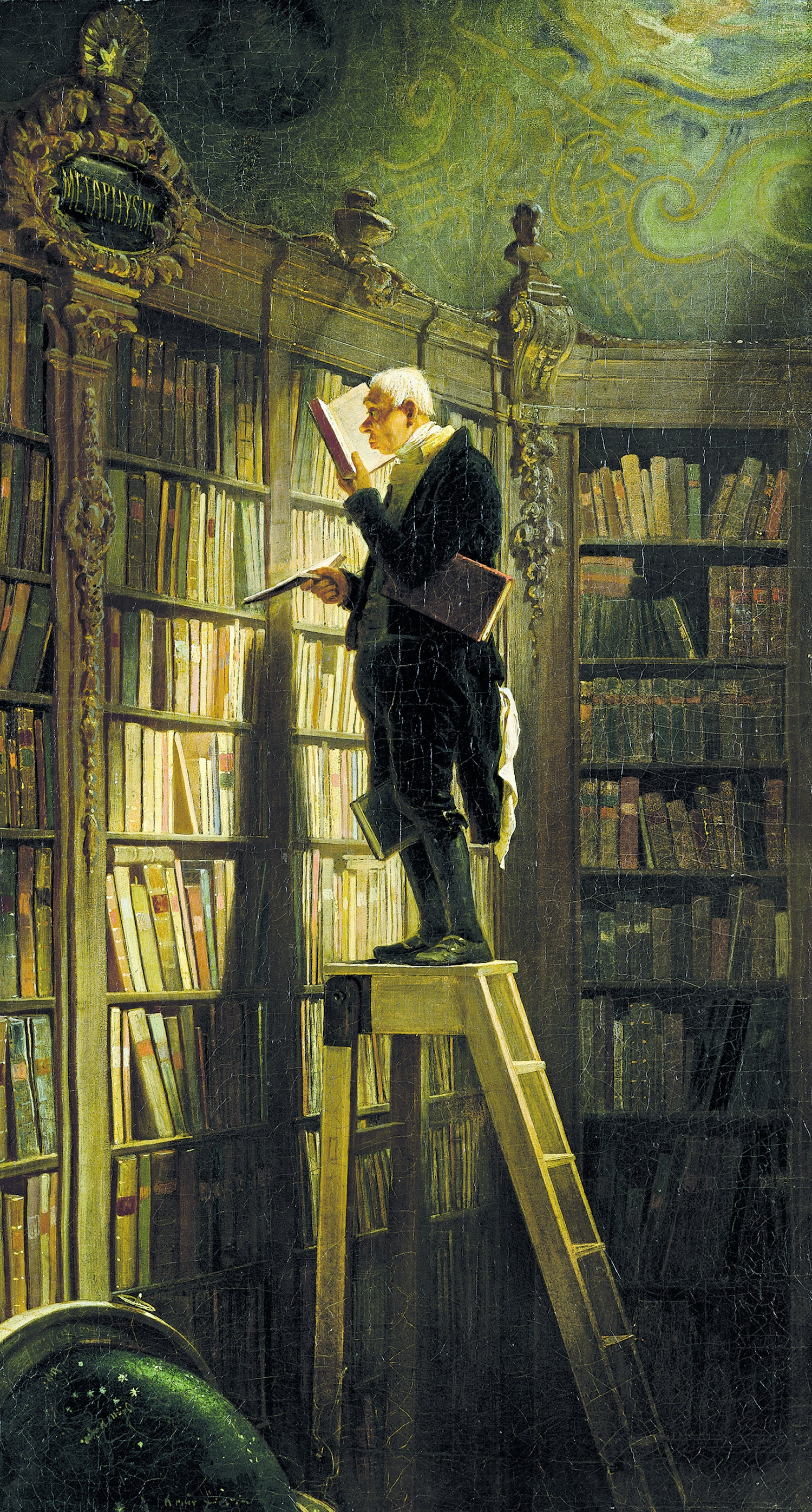
Carl Spitzweg: O "rato de biblioteca", c. 1850.

Alguns autores definem o historicismo como a época de constituição da ciência histórica em parâmetros acadêmicos e metodologicamente desenvolvida em suas especificidades. É na segunda metade do século XIX que o historicismo consolida seus parâmetros, seguido de uma constante especialização do ofício historiográfico. De forma sintética, o desenvolvimento do pensamento teórico historicista pode ser dividido em um momento de preparação, ocorrido na primeira metade do século XIX, de integração e consagração, situado na segunda metade do século XIX, e de fundamentação filosófica, na primeira metade do século XX.
O momento de preparação do pensamento teórico historicista deu continuidade ao enciclopedismo presente nos antecessores iluministas, desenvolveu a filosofia idealista da história, adquiriu um novo pensar sobre a teoria política e novos referenciais de interpretação histórica. Obras direcionadas ao ensino acadêmico como Entwurf einer Propädeutik des historischen Studiums (1811) de Friedrich Rühs e Lehrbuch der historischen Propädeutik und Grundriss der allgemeinen Geschichte (1830) de Friedrich Rehm, por exemplo, serviram de introdução à pesquisa histórica como crítica das fontes e, às ciências auxiliares ao construírem um panorama sistemático dos campos do conhecimento histórico. Em 1821, Humboldt criava uma conexão entre a filosofia idealista da história e a orientação metodológica da ciência histórica ao promover a apresentação das determinações universais de sentido do passado humano pela interpretação de fenômenos concretos da vida humana passada, e não através de teorias abstratas. Além disso, os princípios da compreensão história de Humboldt formularam uma teoria historicista no plano da formação política ao mesmo tempo formadora da ideologia, no sentido em que identificava nas forças ideais do agir humano as normas de legitimidade política, e também crítica à ideologia, no momento em que contestava a orientação do agir político por utopias ou pela simples manutenção do status quo.
Já em 1837, no texto Fundamentos de Teoria da História, Georg Gottfried Gervinus inspirou-se no modelo da Poética aristotélica ao preocupar-se com questões da estética da historiografia. Essa preocupação surgiria novamente apenas em 1970, com Hayden White e outros expoentes do giro-linguístico na história. Diante disso, Gervinus analisou a importância da escrita e da literatura no universo histórico social, prestando atenção aos aspectos sociais que compunham as produções literárias. Para ele, a literatura seria um ponto chave para a compreensão da formação nacional, já que integraria ideias, política e cultura. Gervinus propõe a divisão de gêneros históricos em dois grupos fundamentais: a história cronológica e a história pragmática. O primeiro, preocuparia-se com aspectos exteriores da história, como os acontecimentos e sua forma e, o segundo, avaliaria o interior de tais acontecimentos, seu conteúdo e os sujeitos históricos envolvidos. Além dos gêneros fundamentais, o autor organizou a escrita da história, em uma primeira tentativa de sistematização, em vários outros gêneros como ensaios, biografias, histórias lendárias, memórias, fatos específicos e teoria da história. A história, para Gervinus, serviria ao conhecimento do mundo em seu todo, assim como as relações humanas que nele se inserem. Ainda no mesmo ano, uma publicação póstuma de Hegel intitulada Vorlesungen über die Philosophie der Weltgeschichte (1837), compreendia a história como progresso na consciência da liberdade, integrando todas as experiência humanas em um processo universal de autoprodução do gênero humano.
A segunda fase da teoria historicista, situada na segunda metade do século XIX, caracteriza-se por constituir e consolidar a ciência histórica como disciplina acadêmica por meio da preocupação com a metodologia da pesquisa histórica. Esse movimento de disciplinarização da história, que a levaria a basear-se na pesquisa (Forschung), teve início no decorrer do século XIX. No cenário alemão historicista, correntemente à história foi atribuída a tarefa de estabelecer normas tendo em vista o seu papel enquanto fonte de cultura (Bildung). Diversos autores argumentam que a centralidade dada por Droysen à pesquisa no método histórico abriu a possibilidade para esse novo enquadramento do fazer histórico. A matriz historiográfica historicista fundou um novo método histórico baseado na crítica documental e na hermenêutica. Em seu Manual de teoria da história (Historik) (1857), Droysen explicitou a interdependência do método histórico com o caráter pedagógico do historicismo em que os pressupostos do passado histórico são a essência formativa da historiografia. Para Droysen a aceitação do pluralismo científico abriu portas à justificação da história como uma disciplina autônoma que, na visão do autor, localizava-se em um ponto intermediário entre a filosofia e as ciências naturais. Se por um lado, a história seria diferente da filosofia por caracterizar-se como uma ciência empírica, por outro lado, a história também seria diferente de outras ciências pois não se tratar de fenômenos naturais, mas com resultantes do pensamento e da ação humanas.. Droysen propunha que o método histórico fosse composto por quatro partes: a heurística, a crítica, a interpretação e a representação. Para Droysen, a compreensão é o princípio essencial para a constituição da história como uma ciência autônoma, em que a autonomia é vista como a conquista da singularidade pelo sujeito de análise.
O método compreensivo consistiria em quatro divisões. A parte pragmática, que, por meio do empirismo indutivo, busca estabelecer fatos considerados relevantes para explicar a dinâmica histórica. A interpretação das condições, onde salienta-se o método dedutivo, ou seja, permite-se que o estabelecimento de fatos projete as determinações causais das questões históricas em seu viés técnico, espacial e temporal. No terceiro ponto, a interpretação psicológica se refere a uma verdade intersubjetiva que se constrói na capacidade do historiador em "reconstruir intenções de um indivíduo ou uma coletividade". Para Droysen, os seres humanos reagem de formas diferente às mesmas condições e por isso se deve tentar perceber o sentido dos fatos históricos "sem levar em conta os resultados e desdobramentos", já que os acontecimentos e as decisões que o envolvem não estão pressupostamente determinados. A interpretação psicológica, portanto, busca a reconstrução do porquê de terem sido tomadas determinadas decisões ou atitudes em detrimento de outras. Por fim, o último item, a interpretação das ideias, estrutura o pensamento de Droysen de que o historiadores devem poder reconstruir os sentidos que não foram pensados pelos próprios agentes históricos, ou seja, reviver os padrões, leis e intenções que se constituem apenas diante do processo histórico e com a passagem do tempo. É este último sentido que unirá todos os outros e poderá conceber a análise histórica como uma ciência integrativa.
Bastante importante nesse cenário foi também o Lerhbuch der historischen Methode (1889) de Ernst Bernheim, que trouxe uma sistematização das regras da pesquisa historiográfica, mostrando as especificidades que ela possuía em relação às outras ciências e, dessa forma, constituiu as bases de sustentação da história como uma ciência autônoma. Ao lado de Droysen, Bernheim buscou definir o método histórico mais adequado em franca oposição à proposta positivista de unificar o modelo científico tendo por base as ciências naturais.
Na terceira e última divisão, referente ao período das primeiras décadas do século XX, postula-se a fundamentação e justificação filosófica dos princípios determinantes para uma ciência humana compreensiva que vai além da caracterização dos limites da realidade histórica, construindo através do conhecimento uma constituição de valores que permitem o “conhecimento do significado cultural da realidade”.

### Historicismo ético

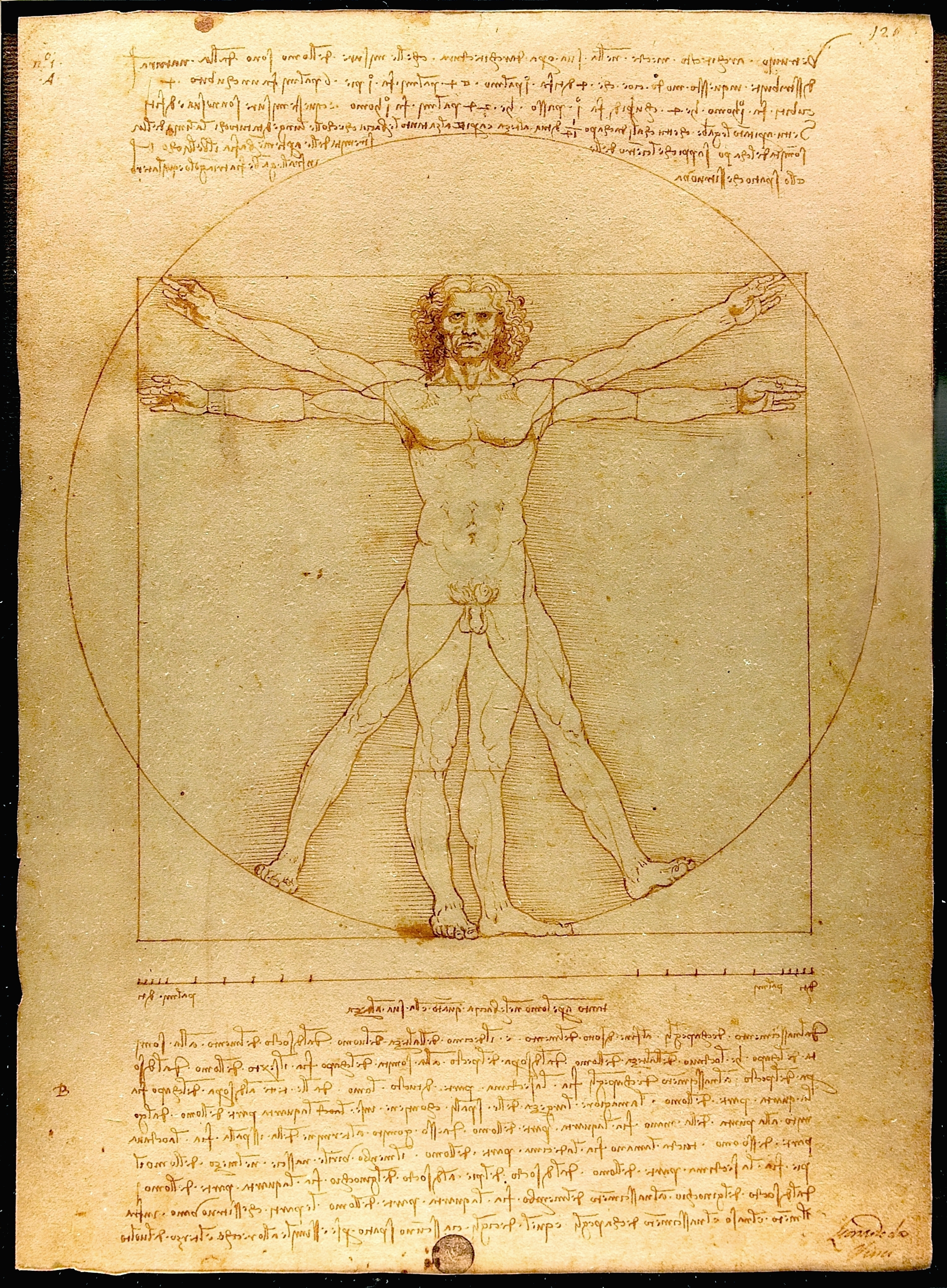
Homem Vitruviano - Da Vinci. A natureza humana é a essência da dinâmica histórica e nela se poderia encontrar um terreno mais firme para a análise histórica

O historicismo ético promoveria uma relativização dos valores humanos ao frisar a importância do tempo histórico para a análise dos fenômenos. Nesse sentido, nada poderia ser conhecido através da integração dos tempos históricos pois cada época teria suas especificidades. Para certos autores, este relativismo é, antes de mais nada, uma espécie de nacionalismo que pode carregar também um caráter de historicismo genético e conservador.
Johann Gustav Droysen pode ser exemplo desta visão, já que admitia o próprio caráter parcial de suas convicções e como o reconhecimento desta parcialidade seria enriquecedor ao saber científico. Para o autor, a essência da história é o homem que se posiciona entre o mundo natural e espiritual. Ainda que os indivíduos tenham uma visão limitada por sua natureza temporal finita, cada ser carrega uma totalidade intrínseca e mutável que pode ser compreendida. Essa totalidade é colocada por Droysen de forma relativa, pois não seria possível apreendê-la em sua plenitude. Por isso, a narrativa exposta por historiadores seria sempre uma verdade parcial e individual de acordo com cada ponto de vista e cada período histórico. Dessa forma, a existência e a continuidade da história concentra-se na historicidade e mutabilidade do homem, sendo a interpretação um aspecto fundamental para a compreensão historiográfica.
Diante disso, o problema do historicismo se expressaria na busca de uma uniformização para a consciência histórica, enquanto esta se constituiria na multiplicidade de informações e na procura de um conhecimento rígido e estático, ao tempo em que a dinâmica do pensamento histórico se baseia nos processos e transformações. A natureza humana é a essência da dinâmica histórica e nela se poderia encontrar um terreno mais firme para a análise histórica.

## Crise
Intelectuais alemães, nas primeiras décadas do século XX, começaram a escrever sobre aquilo que denominaram como crise do historicismo. Existem muitos relatos sobre a crise do historicismo, que longe de terem alguma coerência entre si, mostram-se bastante diferentes. O historicismo na Alemanha se tornou um problema durante e após a Primeira Guerra Mundial, quando surgiram dúvidas sobre a possibilidade de um conhecimento verdadeiro e objetivo em relação à história, questionando sua cientificidade e os valores iluministas, tais como a objetividade e a universalidade. De acordo com alguns autores, a visão de mundo historicista teria contribuído para os perjúrios alemães do século XX e, portanto, a pluralidade de posicionamentos que cercava o historicismo antes da Primeira Guerra Mundial se converteu em provocantes críticas ao seu significado. A partir da crítica ao historicismo constituiu-se na Alemanha a gênese da história entendida enquanto ciência social, que impulsionava uma historiografia de superação aos valores historicistas.
No final do século XIX já havia contestações em relação ao historicismo, como nas colocações de Karl Lamprecht, que se opunha a aspectos característicos de uma valorização do nacionalismo. Já no fim do século XX, elencam-se nas visões dos autores alemães dois problemas fundamentais sobre o historicismo. O primeiro deles estava relacionado ao caráter relativista da crise existencial que pairou sobre os intelectuais europeus da época e o segundo ao enquadramento do historicismo como base do surgimento da História como disciplina acadêmica, com procedimentos metodológicos específicos e institucionalizados. Diante disso, autores posicionaram-se em torno da crise como uma ferramenta acessória na identificação dos pontos fracos da História como ciência, traçando, assim, o caminho para o reconhecimento de sua cientificidade. Além disso, desenhou-se o cunho relativista do historicismo em discussão sobre a superação e centralidade deste na constituição do conhecimento histórico moderno, em que se construiria uma outra noção de realidade que resgata a racionalidade diante ao anterior caráter metafísico desenhado pelo historicismo. Essa nova noção de realidade seria aspecto característico do saber histórico. Assim, nas últimas décadas, os intelectuais que refletem sobre a crise do historicismo dividem-se entre as duas problematizações ou, ainda, em um terceiro grupo, que “prova as pressuposições extra-científicas, políticas e filosóficas (até mesmo, teológicas) que comprometiam o discurso científico dos historiadores profissionais” e reconhece a centralidade da crise para uma nova percepção histórica crítica e real.

### Óticas da crise
Talvez a mais popular interpretação sobre a crise do historicismo tenha sido dada pelo teólogo alemão Ernst Troeltsch ao afirmar que a crise do historicismo estava ligada ao relativismo da abordagem historicista. Ao proclamar que todos os valores devem ser entendidos enquanto produto de um contexto social e histórico específico, o historicismo deixa transparecer que não existem valores humanos universais. O contexto imediato ao fenômeno torna-se seu único referencial já que os contextos são únicos, individuais e incomensuráveis. O relativismo implícito ao historicismo foi considerado uma fonte importante para o desenvolvimento do niilismo.
Os historiadores alemães Jörn Rüsen e Friedrich Jaeger postulam que a crise do historicismo começou com a publicação do Deutsche Geschichte (1891) de Karl Lamprecht. Lamprecht acreditava que a história deveria alinhar-se às ciências naturais, procurando leis gerais de causa e efeito. Nesse movimento Lamprecht atacou historiadores fortemente ligados à tradição historicista, como Friedrich Meinecke, Otto Hintze e Georg von Below, gerando um fervoroso debate sobre o método histórico. A tentativa de Wilhelm Windelband e Heinrich Rickert de reformular o método dos estudos históricos, deixando clara as suas diferenças em relação às ciências naturais, é tida como o desfecho desse debate.

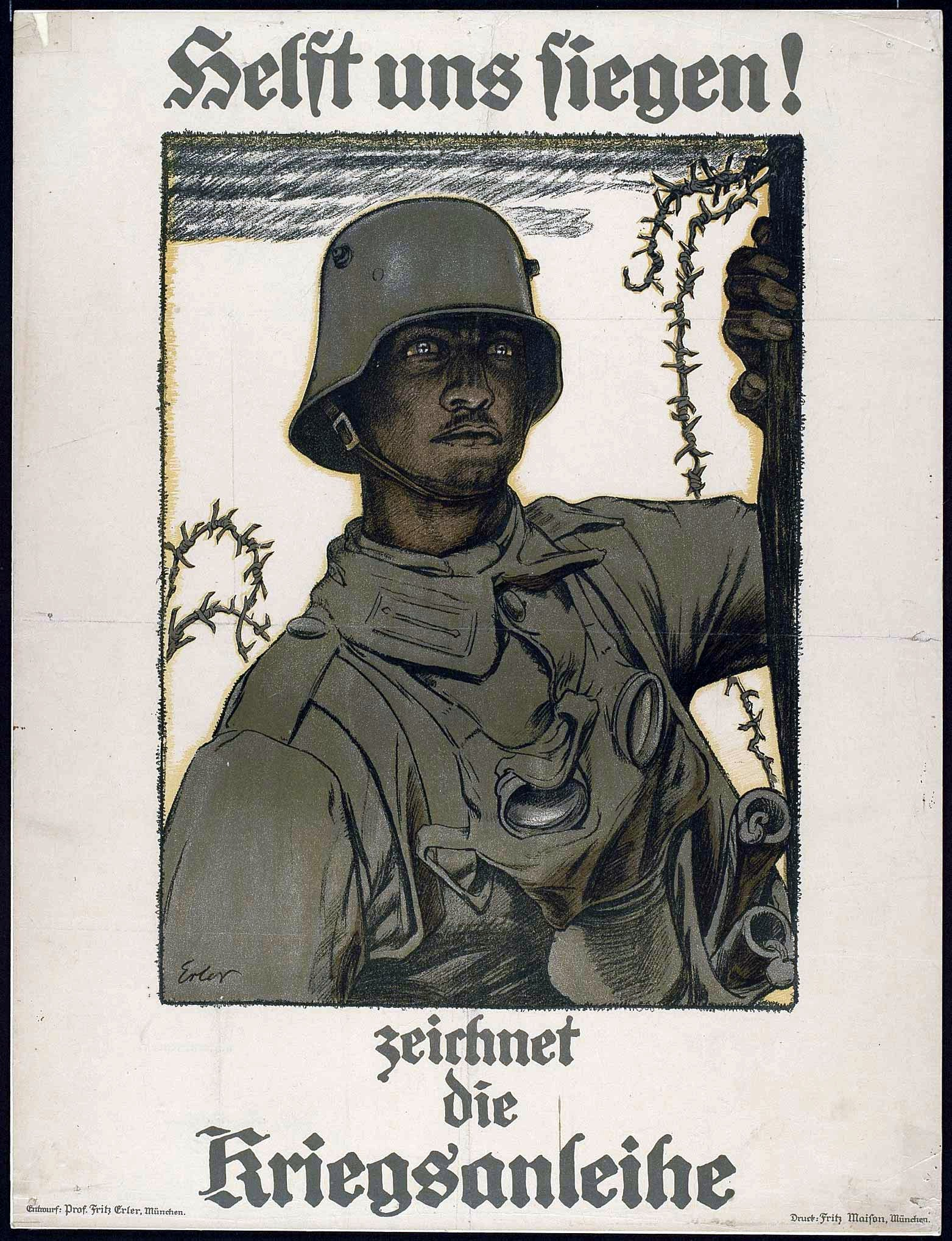
Cartaz de propaganda alemã durante a Primeira Guerra Mundial: "Ajude-nos a vencer - Aliste-se"

De acordo com o historiador estadunidense Charles Bambach e o historiador alemão Friedrich Meinecke, a crise do historicismo está ligada à impossibilidade de encontrar significado, estrutura e progresso na história derivada dos questionamentos relacionados à sensação de que milhões de vidas foram sacrificadas em vão e sem razão aparente na Primeira Guerra Mundial. A fé no progresso e na providência foi abalada a partir desse evento traumático, pois ficou evidente que o Estado alemão não era capaz de guiar a história em direção à liberdade, à igualdade e ao bem-estar social.
De outro modo, pesquisadores, como o historiador alemão Georg Iggers, enxergam a crise do historicismo como derivada do conflito entre o ideal de conhecimento objetivo e a crença nas forças condicionantes da história. Alguns historicistas acreditavam estar acima da história ao propor que o conhecimento histórico era objetivo, livre de todos os valores e preconceitos. No entanto, se todo o conhecimento humano é condicionado à sua época, como postulava o historicismo, torna-se impossível pensar em uma história escrita de forma imparcial. O próprio ponto de vista do historiador está sujeito ao seu contexto.
Outros autores enfatizam que a crise do historicismo foi causada pelo ataque de Arthur Schopenhauer à possibilidade da história ser uma ciência e pela crítica de Nietzsche aos valores humanos e a cultura por trás do historicismo. Também argumenta-se que a crise do historismo demonstra o sucesso da empreitada historicista. Ao tomar como o cerne do projeto historicista transformar a história em uma disciplina científica, enxerga-se a crise do historicismo como o reconhecimento de seu sucesso. A história tornou-se uma disciplina acadêmica reconhecida e, por isso, o historicismo não precisava mais existir. A crise do historicismo demostra não o fracasso do projeto historicista, mas seu retumbante sucesso.
Nos últimos anos do século XX e nas duas primeiras décadas do século XXI, os holandeses também têm se interessado na crise do historicismo com outro viés interpretativo, pois se propõem a “entender o problema sem limites disciplinares, temporais, institucionais ou mesmo geográficos específicos”. O historiador Herman Paul, um dos pensadores desse novo meio, salienta que a crise do historicismo teria em sua origem a falta de justificação racional das narrativas produzidas durante o século XIX relacionadas à permanência de características providencialistas e à noção de progresso da humanidade. Ao lado de outros autores, Paul foi responsável pelo alargamento das discussões sobre a crise do historicismo e seu caráter contínuo.

## Neo-historicismo
A tendência neo-historicista surgiu ao final do século XIX e perdurou até a década de 1930 e abrange um conjunto de noções que direcionam a atenção para a natureza e os procedimentos metodológicos da história. Também enfatiza a historicidade da História, adentrando na discussão do caráter científico ou não do método historicista. Os neo-historicistas apontam para a necessidade de diferenciação metodológica entre as ciências da natureza e as ciências do espírito, colocando em relevo o primado da razão histórica em oposição à razão científica.
O neo-historicismo, na Alemanha, inicia com o filósofo Wilhelm Dilthey ao rejeitar o caráter metafísico do historicismo e as heranças científicas referentes à configuração dos métodos historiográficos. Algumas das colocações feitas por Dilthey também podem ser vistas nas obras de Heinrich Rickert, Wilhelm Windelband e Friedrich Meinecke. Nesse contexto, o sociólogo Max Weber também contribuiu para a construção do neo-historicismo negando a dicotomia entre as ciências da natureza e as ciências do espírito e prezando por uma unidade científica. Outros países também sentiram o impacto do neo-historicismo, tais como a Itália, Grã-Bretanha, Espanha, França e os Estados Unidos, destacando-se os nomes dos filósofos Benedetto Croce, que contribuiu fortemente para o neo-historicismo de matriz neo-hegeliana, Robin George Collingwood, Michael Oakeshott e José Ortega y Gasset.

## Novo historicismo
O novo historicismo desenvolveu-se a partir da década de 1980 enquanto uma crítica à nova crítica (new criticism) estadunidense, que propunha a separação do texto de seu autor e rejeitava a análise da obra a partir de contextos sociais ou culturais, a fim de que o texto pudesse ser analisado como objeto em si mesmo. O novo historicismo provocou transformações específicas sobre a prática da história literária tais como a modificação no conceito de arte nas discussões sobre representação, a adoção de explicações sobre o corpo e sujeito humano ao invés das explicações materialistas sobre os fenômenos históricos, a descoberta de novos contextos discursivos em obras literárias, e a lenta substituição da ideologia crítica pela análise do discurso.
O novo historicismo rejeita o caráter inalterável dos processos históricos, acreditando na agência do indivíduo sobre eles, e se detém sobre os limites dessa atuação individual. Para o novo historicismo, interferências que parecem ser únicas podem ser múltiplas a partir do poder associação das ações individuais sobre a energia coletiva e social. Em segundo lugar, o novo historicismo é contrário à ideia de que o historiador deve negar todos os juízos de valor ao analisar outras épocas. Em sua perspectiva, a análise histórica, seja por analogia ou causalidade, não está isenta de juízos de valor, assim como a neutralidade também assume um caráter político. Por fim, os críticos ligados ao novo historicismo mostram-se mais interessados em conflitos e contradições geralmente associadas às margens da história, tais como festas populares, sonhos, relatórios sobre doenças, relatos sobre a insanidade, diários e autobiografias, entre outros problemas. Desta forma, é sobre as fronteiras da compreensão histórica e a ressonância do objeto histórico que o novo historicismo se atém, procurando, assim, entender a rede de circunstâncias que o envolvem.
O termo novo historicismo possui algumas poucas referências presentes nas discussões do historicismo europeu, que se restringem à gerência do indivíduo frente às estruturas sociais, econômicas ou culturais, ao otimismo no futuro e à especificidade histórica e cultural das ideias.

### Artigos científicos
- Assis, Arthur (2009). «O historicismo alemão, revisto desde o Brasil.». História da Historiografia (3): 188-193
- Assis, Arthur Alfaix (2014). «A didática da história de J. G. Droysen: constituição e atualidade» (PDF). Revista Tempo. 20: 1-18. Consultado em 14 de janeiro de 2019
- Barros, José D’Assunção (2012). «Historicismo:notas sobre um paradigma». Antíteses. 5 (9): 391-419. doi:10.5433/1984-3356.2012v5n9p391
- Barros, José D'Assunção (2013). «Ranke: considerações sobre sua obra e modelo historiográfico.». Maringá. Diálogos. 17 (3): 977-1005
- Bentivoglio, Julio (2010). «História e narrativa na historiografia alemã do século XIX». Anos 90. 17 (32): 185-218. Consultado em 16 de novembro de 2018
- Bentivoglio, Julio (2010). «Cultura Política e Historiografia Alemã No século XIX: A Escola Histórica Prussiana e a Historische Zeitschrift.» (PDF). Revista de Teoria da História (3): 20-58. ISSN 2175-5892
- Bentivoglio, Julio (2011). «Johann Martin Chladenius e o pensamento histórico alemão no século XVIII» (PDF). São Paulo. Anais do XXVI Simpósio Nacional de História. Consultado em 17 de novembro de 2018
- Caldas, Pedro Spinola Pereira (2007). «As Dimensões do Historicismos: Um estudo dos casos alemães». OPSIS. 7 (9): 47-66
- Caldas, Pedro Spinola Pereira (2009). «A crítica conservadora de Jacob Burckhardt: uma leitura política da história da cultura.». História & Perspectivas (40): 303-310. Consultado em 12 de janeiro de 2019
- Caldas, Pedro Spinola Pereira; Sant’Anna, Henrique Modanez de (2008). «"Fixar a onda de luz": O problema da transição das épocas históricas no conceito de helenismo em Johann Gustav Droysen». História da Historiografia (1): 88-101. Consultado em 14 de janeiro de 2019
- Campos, Daniel Vasconcelos (2011). «O Historicismo em Max Weber». Perspectivas. 40: 147-175. Consultado em 2 de janeiro de 2019
- Cunha, Marcelo Durão Rodrigues da (2015). A Crise do Historicismo como problema de consciência: um debate historiográfico internacional. Vitória: Anais V Encontro Internacional UFES/Paris-Est. pp. 763–782
- Cunha, Marcelo Durão Rodrigues da (2018). «As raízes religiosas da moderna ciência histórica alemã: Wilhelm von Humboldt e Leopold von Ranke» (PDF). Religião e Sociedade. 38 (2): 244-276. Consultado em 7 de janeiro de 2019
- Falcon, Francisco (2002). «Historicismo: antigas e novas questões.». História Revista. 7: 23-54* Gómez, Bárbara Natalia (2011). Conceitos fundamentais para compreender a filosofia da história de Johann Herder (PDF). XXVI Simpósio Nacional de História. São Paulo. Consultado em 9 de janeiro de 2019
- Greenblatt, Stephen (1991). «O Novo Historicismo: ressonância e encantamento». Revista Estudos Históricos. 4 (8): 244-261
- Hermann, Paul (2016). «Historicismo fraco: sobre hierarquias de virtudes e de metas intelectuais.». História da Historiografia. (21): 25-42
- Iggers, Georg G. (1995). «Historicism: The History and Meaning of the Term». Journal of the History of Ideas. 56 (1): 129-152. doi:10.2307/2710011
- Julião, José Nicolao (2010). «Ensaio de Introdução à filosofia da história». Veritas. 55 (3): 236-250. Consultado em 2 de janeiro de 2019
- Kittsteiner, H. D.; Monroe, Jonathan; Wohlfarth, Irving (1986). «Walter Benjamin's Historicism». New German Critique (39): 179-215
- Lima, Valdecila Cruz (2010). Karl Popper e a crítica ao historicismo (PDF). Franca: XX Encontro Regional de História Anpuh São Paulo
- Löwi, Michael (2002). «A filosofia da história de Walter Benjamin». Estudos Avançados. 16 (45): 199-206
- Martins, Estevão de Rezende (2002). «Historicismo: Tese, Legado, Fragilidade». História Revista. 7: 1-22. Consultado em 9 de novembro de 2018
- Mata, Sérgio da (2011). «Anos de aprendizagem de um jurista formado "numa perspectiva histórica": Max Weber e o historicismo». História da Historiografia (6): 64-80. Consultado em 30 de novembro de 2018
- Montano, Aniello (2014). «Croce. Más Allá de la 'Metafísica de Lamente'. La Filosofía como "historicismo absoluto"». Zibaldone. Estudios italianos. 2 (2). Consultado em 7 de janeiro de 2019
- Moreira, Viviane Venancio (2012). «Em busca de resultados sólidos: Leopold von Ranke e os raciocínios por indução em história.» (PDF). Anais. São Paulo: 13º Seminário Nacional de História da Ciência e da Tecnologia
- Reis, José Carlos (2000). «O Historicismo: a redescoberta da história» (PDF). Locus. 8 (1): 9-27
- Scholtz, Gunter (2011). «O problema do historicismo e as ciências do espírito no século XX». História da Historiografia. (6): 42-63
- Silva, Leonardo de Jesus (2012). «Um problema historiográfico:A representação historiadora entre o historicismo e o narrativismo.». Expedições: Teoria da História & Historiografia (4): 101-114. Consultado em 7 de janeiro de 2019
- Silva, Luiz Sérgio Duarte da (2009). «Leituras do historicismo antes e depois do Holocausto: Rüsen e Benjamin». Revista de Teoria da História (1): 32-42
- Souza, Vilma De Katinszky Barreto de (2007). «A história e a filologia na Ciência Nova de Giambattista Vico». Fragmentos (33): 293-307
- Vermeersch, Paula (2003). «Jacob Burckhardt e suas reflexões sobre a história». História Social (10): 215-238. Consultado em 12 de janeiro de 2019

### Teses e dissertações
- Caldas, Pedro Spinola Pereira (2004). «História como resignação: A Teleologia em Droysen». Que significa pensar historicamente: uma interpretação da teoria da história de Johann Gustav Droysen (Tese). PUC.
- Cunha, Marcelo Durão Rodrigues da (2017). A história em tempos de crise: Friedrich Meinecke (1862-1954) e os problemas do historicismo alemão (PDF) (Tese). Consultado em 31 de outubro de 2018
- Gaio, Géssica Góes Guimarães (2007). A tarefa do Historiador no alvorecer do Historicismo (Dissertação de Mestrado). PUC-Rio
- Rodrigues, Renato Paes (2017). «O conceito de historicismo e seus problemas.». Hegel e o historicismo frente ao desafio da contingência. (PDF) (Dissertação). Expediente: Universidade Federal de Ouro Preto. Consultado em 1 de dezembro de 2018
- Sammer, Renata (2012). A Ética Historista de Johann Gustav Droysen (PDF) (Dissertação). Expediente: PUC-Rio. Consultado em 14 de janeiro de 2019

### Livros e capítulos de livros
- Assis, Arthur Alfaix (2013). «Friedrich Meinecke - A formação do historicismo: considerações preliminares.». In:  Malerba, Jurandir. Lições da História: da história científica à crítica da razão metódica no limiar do século XX. Rio de Janeiro: FGV
- Bambach, Charles R. (1995). Heidegger, Dilthey and the Crisis of Historicismo. Ítaca, Nova Iorque: Cornell University Press. ISBN 0801482607
- Beiser, Frederick C. (2009). «Historicism». In:  Leiter, Brian; Rosen, Michael. The Oxford Handbook of Continental Philosophy. Oxford: Oxford University Press. ISBN 978-0-19-923409-7
- Bentivoglio, Julio (2010). «Apresentação». In:  Gervinus, Georg Gottfried. Fundamentos de Teoria da História. Petrópolis: Vozes. ISBN 8532639933
- Bevir, Mark (2004). «Historicism and the Human Sciences in Victorian Britain». Historicism and the Human Sciences in Victorian Britain. Cambridge: Cambridge University Press. pp. 1–20. ISBN 9781107166684
- Caldas, Pedro Spinola Pereira (2013). «Johann Gustav Droysen (1808-1884): história e compreensão.». In:  Parada, Maurício. Os historiadores: clássicos da história. Vol. 2: de Tocqueville a Thompson. Petrópolis: Vozes/PUC-Rio
- Croce, Benedetto (1992). La historia como hazaña de la libertad. México: FCE. ISBN 9781597403436
- Fontana, Josep (2004). «Historicismo e nacionalismo». A História dos Homens. Bauru: EDUSC. pp. 221–242. ISBN 8574602000
- Gallagher, Catherine; Greenblatt, Stephen (2005). A Prática do Novo Historicismo. São Paulo: EDUSC. ISBN 9788574602578
- Hamilton, Paul (1996). Historicism. London: Roultledge. ISBN 0203993233
- Iggers, Georg (1988). The German Conception of History. Estados Unidos: Wesleyan University Press. ISBN 9780819573612
- Malerba, Jurandir (2013). Lições de história: da história científica à crítica da razão metódica no limiar do século XX. Rio de Janeiro: FGV. ISBN 9788539703203
- Martins, Estevão C. de Rezende (2009). «Historicismo: o útil e o desagradável». In:  Varella, Flávia Florentino; Mollo, Helena Miranda; Mata, Sérgio Ricardo; Araújo, Valdei Lopes de. A Dinâmica do Historicismo. Belo Horizonte: Argumentum. ISBN 9788598885490
- Mata, Sérgio Ricardo da (2008). «Elogio do Historicismo». In:  Varella, Flávia Florentino; Mollo, Helena Miranda; Mata, Sérgio Ricardo; Araújo, Valdei Lopes de. A Dinâmica do Historicismo. Belo Horizonte: Argumentum. ISBN 9788598885490
- Meinecke, Friedrich (1982). El historicismo y su genesis. México: Fondo de Cultura Económica. ISBN 9788437502229
- Moriconi, Italo (1994). A provocação pós-moderna: razão histórica e política da teoria de hoje. Rio de Janeiro: Diadorim. p. 176
- Reis, José Carlos (2005). História & Teoria: historicismo, modernidade, temporalidade e verdade. Rio de Janeiro: FGV. ISBN 85-225-0424-5
- Rusen, Jorn (2012). «Iluminismo e historicismo: premissas históricas e opções da didática da história.». In:  Rusen, Jorn. Aprendizagem histórica: fundamentos e paradigmas. Curitiba: W.A. Editores. pp. 15–31
- Schnädelbach, Herbert (1984). Philosophy in Germany (1831–1933). Cambrígia: Cambridge University Press. ISBN 0521296463

|  |